# Square Up (EP)
Square Up (cách điệu: SQUARE UP) là đĩa mở rộng tiếng Hàn đầu tiên của nhóm nhạc nữ Hàn Quốc Blackpink. Đĩa được phát hành vào ngày 15 tháng 6 năm 2018 bởi YG Entertainment và được phân phối bởi Genie Music. EP vật lý có 2 phiên bản và gồm 4 bài hát ở trên nhạc số và 5 là cho bản vật lý, trong đó "DDU-DDU DDU-DU" là ca khúc chủ đề đầu tiên. Tuy nhiên, sau khi nhận được phản hồi tích cực từ phía công chúng khi tung các đoạn áp phích chuyển động, YG Entertainment quyết định, bổ sung ca khúc chủ đề thứ hai cho album, đó là "Forever Young". Khi phát hành, Square Up ra mắt tại ví trí cao nhất của Gaon Albums Chart và đạt được 179,000 bản sau 15 ngày phát hành tại Hàn Quốc. EP cũng ra mắt tại vị trí thứ 40 trên US Billboard 200, trở thành album bán chạy nhất của Blackpink tại thị trường phương Tây cũng như đưa nhóm trở thành nhóm nữ Kpop có thứ hạng cao nhất trên Billboard 200.

## Bối cảnh và phát hành
Vào ngày 24 tháng 4 năm 2018, Yang Hyun-suk người sáng lập của YG Entertainment đưa ra kỳ vọng về sự trở lại của nhóm thông qua mạng xã hội rằng vào cuối năm nay Blackpink sẽ trở lại với một thể loại âm nhạc mới. Vào ngày 17 tháng 5, ông tiết lộ rằng nhóm sẽ trở lại trong tháng 6 trong lúc trả lời câu hỏi của một fan trên SNS. Mãi cho đến ngày 25 tháng 5, ông xác nhận rằng nhóm sẽ trở lại vào ngày 15 tháng 6, tức là sau gần một năm kể từ khi phát hành single cuối cùng của nhóm "As If It's Your Last" vào ngày 22 tháng 6 năm 2017, và tiết lộ rằng đó sẽ là một mini album.
Vào ngày 1 tháng 6, moving poster của album đã được tiết lộ, tiếp đó là danh sách bài hát vào ngày 5 tháng 6 và moving poster của từng thành viên, đã tiết lộ một đoạn nhạc nhỏ của "Ddu-Du Ddu-Du" và "Forever Young". Sau đó, từ ngày 12 tháng 6 đến ngày 14 tháng 6, teaser poster của album đã được phát hành.
Vào ngày 14 tháng 6, teaser của MV "Ddu-Du Ddu-Du" được phát hành trên đồng thời trên kênh YouTube chính thức của Blackpink và kênh V Live chính thức của nhóm. Vào ngày 15 tháng 6, mini album được phát hành, cùng với MV của bài hát chủ đề "Ddu-Du Ddu-Du".

## Quảng bá

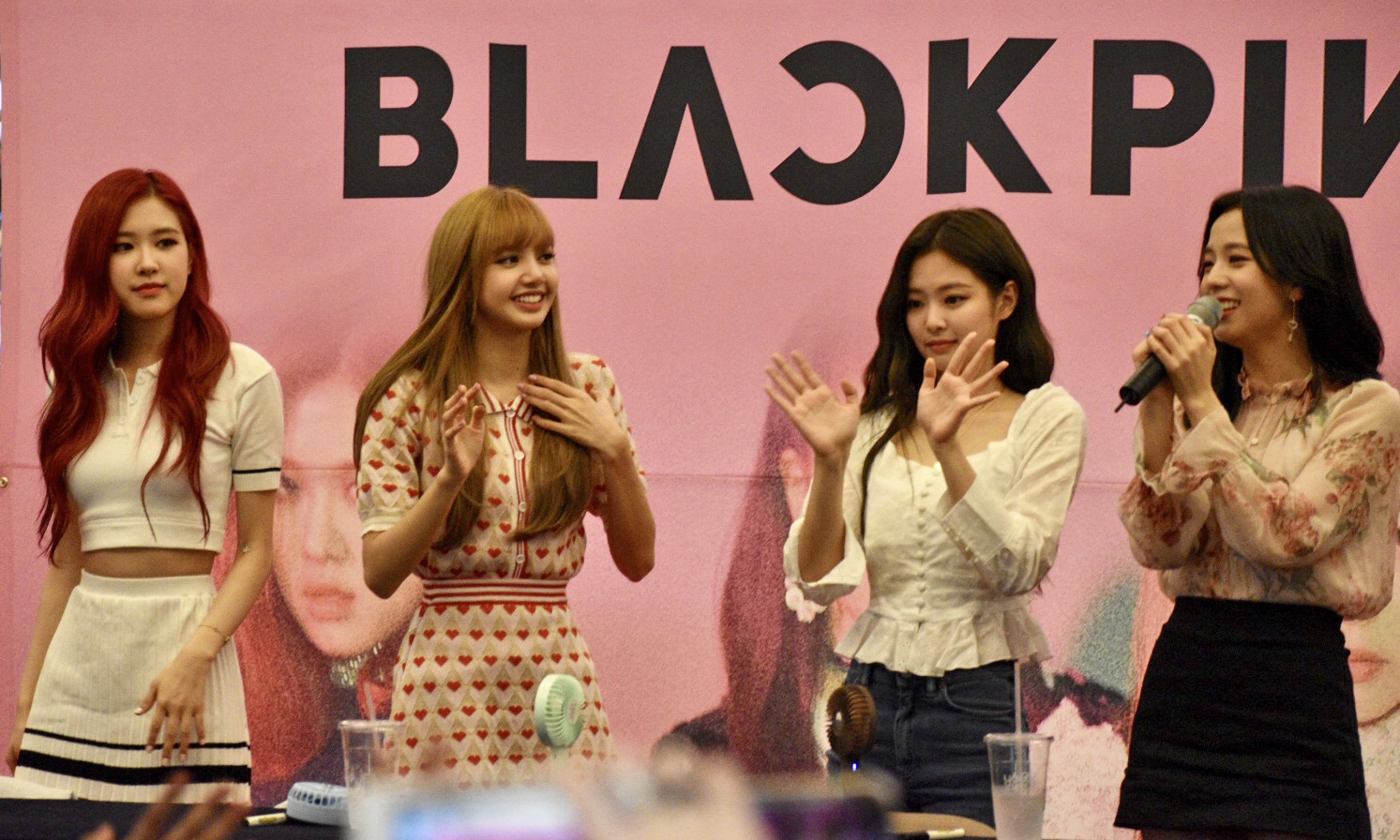
Blackpink tại sự kiện fansign cho "Square Up" ở Bundang vào ngày 24 tháng 6 năm 2018.

Vào buổi chiều ngày 15 tháng 6, Blackpink tổ chức một buổi họp báo ra mắt cho "Square Up" tại M-CUBE, Sinsa-dong, Seoul. Vào cùng ngày, một giờ trước khi phát hành mini album, một buổi countdown phát sóng trực tiếp được chiếu trên V Live của Naver, với sự tham gia của Blackpink. Với hơn 850,000 người xem. Vào ngày 16 tháng 6, "Blackpink Area", một Square Up concept pop-up store đã mở công khai cho người hâm mộ, tại địa điểm quay chương trình BlackPink House, trong 9 ngày. Vào ngày 23 tháng 6, nhóm xuất hiện trên chương trình Idol Room của JTBC với tư cách là khách mời để quảng bá cho mini album của nhóm, đây là lần đầu tiên nhóm xuất hiện trên chương trình này.
Blackpink sẽ trình diễn lần đầu tiên 2 ca khúc chủ đề "Ddu-Du Ddu-Du" và "Forever Young" tại MBC's Show! Music Core vào ngày 16 tháng 6 và trên SBS Inkigayo vào ngày 17 tháng 6. Sau đó, nhóm sẽ tiếp tục quảng bá thông qua chương trình tạp kĩ và radio trên các đài truyền hình khác.

## Hiệu suất thương mại
Sau hơn 1 ngày ra mắt trên iTunes, album đứng đầu iTunes Album ở 44 quốc gia, dẫn đầu iTunes Album toàn cầu trong ngày.
Sau ngày 25 tháng 6 năm 2018 (tức sau 1 tuần album được phát hành physical), Hanteo đã thông báo album "SQUARE UP" đã tiêu thụ được 102.001 bản. Đồng thời, với con số này, Blackpink xuất sắc trở thành nghệ sĩ có doanh số album tuần đầu tiên cao nhất trong lịch sử YG Entertainment.
Ở thị trường Mỹ, với 12,4 triệu lượt nghe và hơn 7.000 đơn vị tải nhạc chỉ tính ở Mỹ, album đã đi vào lịch sự KPOP khi ra mắt Billboard Hot 100 ở vị trí thứ 55. Đây là lần thứ 2 kể từ sau 9 năm khi Wonder Girls ở vị trí 76. Blackpink chính thức trở nhóm nhạc nữ Kpop đạt được thành tích cao nhất tại Billboard Hot 100. Riêng "DDU DU DDU DU" còn giành thêm vị trí số 1 tại mảng World Digital Song Sales và đứng hạng 39 trên BXH Streaming Songs. Không chỉ có lượng tiêu thụ nhạc số tốt, lượng đĩa cứng bán ra tại thị trường Mỹ của Blackpink cũng nhận được nhiều tín hiệu khả quan. Album đã "hạ cánh" ở vị trí đầu bảng Billboard World Albums và đứng thứ 40 trên Billboard 200với 14.000 đơn vị tiêu thụ. Không dừng lại ở đó, album còn xếp hạng #1 trên BXH Album trực tuyến hàng tuần của Oricon Nhật Bản, #1 trên 5 BXH của QQ Music (Trung Quốc) và cũng đứng đầu trên BXH Album hàng ngày của Recohoku.
Ca khúc chủ đề trong album cũng lọt top 22 tại Canadian Hot 100, top 78 trên UK Singles Chart , #47 trong Global Top 50 của Spotify - đây cũng là lần đầu tiên một nhóm nhạc nữ KPOP đạt được thành tích này.
Tại Hàn Quốc, mini album ra mắt tại vị trí thứ nhất trên Gaon Albums Chart. Trong khi "Ddu-Du Ddu-Du" ra mắt tại vị trí thứ ba trên Gaon Digital Chart và vị trí thứ nhất trên Gaon Download Chart trên bảng xếp hạng phát hành ngày 10-16 tháng 6 năm 2018 với 31,072,049 lượt nghe. Trong tuần thứ hai, bài hát chủ đề đạt vị trí thứ nhất trên Digital, Download, Streaming và Mobile Charts trên Gaon với 85,411,467 lượt nghe.

## Danh sách bài hát
| STT              | Nhan đề                    | Phổ lời           | Phổ nhạc                  | Sản xuất                  | Thời lượng |
| ---------------- | -------------------------- | ----------------- | ------------------------- | ------------------------- | ---------- |
| 1.               | "Ddu-Du Ddu-Du" (뚜두뚜두) | Teddy             | Teddy 24 R.Tee Bekuh Boom | Teddy 24 R.Tee            | 3:29       |
| 2.               | "Forever Young"            | Teddy             | Teddy Future Bounce       | Teddy Future Bounce R.Tee | 3:57       |
| 3.               | "Really"                   | Teddy Danny Chung | Teddy Choice37            | Choice37                  | 3:17       |
| 4.               | "See U Later"              | Teddy             | Teddy R.Tee 24            | R.Tee 24                  | 3:18       |
| Tổng thời lượng: | Tổng thời lượng:           | Tổng thời lượng:  | Tổng thời lượng:          | Tổng thời lượng:          | 14:03      |

| Track ẩn bản đĩa vật lý | Track ẩn bản đĩa vật lý             | Track ẩn bản đĩa vật lý   | Track ẩn bản đĩa vật lý        | Track ẩn bản đĩa vật lý | Track ẩn bản đĩa vật lý |
| STT                     | Nhan đề                             | Phổ lời                   | Phổ nhạc                       | Sản xuất                | Thời lượng              |
| ----------------------- | ----------------------------------- | ------------------------- | ------------------------------ | ----------------------- | ----------------------- |
| 5.                      | "As If It's Your Last" (마지막처럼) | Teddy Brother Su CHOICE37 | Teddy Future Bounce Lydia Paek | Teddy Future Bounce     | 3:33                    |
| Tổng thời lượng:        | Tổng thời lượng:                    | Tổng thời lượng:          | Tổng thời lượng:               | Tổng thời lượng:        | 17:36                   |

## Giải thưởng
| Phê bình/Xuất bản | Danh sách                                        | Xếp hạng | Nguồn  |
| ----------------- | ------------------------------------------------ | -------- | ------ |
| Billboard         | The 20 Best K-Pop Albums of 2018: Critics' Picks | 20       | [ 42 ] |

| Năm  | Lễ trao giải            | Hạng mục          | Kết quả | Nguồn  |
| 2018 | 10th Melon Music Awards | Album of the Year | Đề cử   | [ 43 ] |

## Bảng xếp hạng
| Bảng xếp hạng                      | Thứ hạng cao nhất |
| ---------------------------------- | ----------------- |
| Hàn Quốc (Gaon)                    | 1                 |
| Nhật Bản (Oricon)                  | 1                 |
| Trung Quốc (QQ Music)              | 1                 |
| Đài Loan (Five Music)              | 1                 |
| Hồng Kông (Moov Music)             | 1                 |
| Mỹ (Billboard Hot 100)             | 40                |
| Áo (Ö3 Austria)                    | 26                |
| Australia (ARIA)                   | 61                |
| Canada (Canadian Albums Billboard) | 21                |
| Pháp (SNEP)                        | 125               |
| Hungary (MAHASZ)                   | 28                |
| Thuỵ Sĩ (Schweizer Hitparade)      | 24                |
| US Independent Albums (Billboard)  | 4                 |
| World Album (Billboard)            | 1                 |

| Bảng xếp hạng               | Vị trí |
| --------------------------- | ------ |
| South Korean Albums (Gaon)  | 21     |
| US World Albums (Billboard) | 12     |

## Chứng nhận
| Khu vực                                 | Chứng nhận | Đơn vị chứng nhận/ Doanh số |
| --------------------------------------- | ---------- | --------------------------- |
| Hàn Quốc (KMCA)                         | Bạch kim   | 295,402                     |
| *số liệu bán ra chỉ dựa trên chứng nhận |            |                             |

## Lịch sử phát hành
| Khu vực  | Ngày                | Định dạng                       | Hãng             |
| -------- | ------------------- | ------------------------------- | ---------------- |
| Hàn Quốc | 20 tháng 6 năm 2018 | CD, Digital download, Streaming | YG Entertainment |
| Khác     | 15 tháng 6 năm 2018 | Digital download, Streaming     | YG Entertainment |
| Nhật Bản | 22 tháng 6 năm 2018 | CD                              | YG Entertainment |

## Liên kết khác
- "Ddu-Du Ddu-Du" Music Video trên YouTube